# Brilliant Classics
Brilliant Classics – jedna z marek (labels) holenderskiej firmy Joan Records, którą sygnowane są wydawnictwa muzyki poważnej.
Marka ta znana jest głównie z tzw. „wielopaków”, czyli wielopłytowych zestawów dzieł jednego kompozytora (często są to dzieła wszystkie, bądź wszystkie dzieła na dany instrument, np. skrzypce, fortepian, lub jednego typu – msze, sonaty, tańce), wydawanych zwykle na licencji innych producentów. Nowe płyty sygnowane tą marką są nagrywane wyłącznie dla Joan Records.